# Гошовський Ярослав Олександрович
Ярослав Олександрович Гошовський (народився 1 липня 1966 в селі Розточки Долинського району Івано-Франківської області) український науковець і педагог у галузі психології. Завідувач кафедри педагогічної та вікової психології Східноєвропейського національного університету імені Лесі Українки, доктор психологічних наук, професор.

## Життєпис
З 1973 до 1983 навчався в Долинській середній школі-інтернаті. У 1983 році став студентом філологічного факультету Дрогобицького державного педагогічного інституту імені Івана Франка. З 1985 до 1987 року служив у гірськострілецькому полку Збройних сил. Після демобілізації поновив навчання в інституті, отримував іменну стипендію та обирався студентським деканом.
У 1990 році з відзнакою закінчив педінститут, а через два роки вступив до стаціонарної аспірантури Інституту психології АПН України. За час навчання двічі був атестований найкращим аспірантом року, отримував іменну стипендію Кабінету Міністрів України для молодих учених, працював науковим співробітником. У 1995 році захистив дисертацію на здобуття наукового ступеня кандидата психологічних наук за темою «Становлення образу Я в підлітків школи-інтернату в умовах депривації батьківського впливу».
З 1999 до 2002 року завідував лабораторією інтегративних соціально-психологічних досліджень на соціально-гуманітарному факультеті Дрогобицького педуніверситету, згодом був заступником декана з наукової роботи та міжнародної співпраці, засновником і науковим координатором студентської дослідницької формації імені Антона Княжинського.
З 2002 до 2005 року — докторант Інституту психології ім. Г. С. Костюка НАПН України. У 2009 році захистив докторську дисертацію за темою «Психолого-педагогічні основи ресоціалізації депривованих підлітків» (спеціальність 19.00.07 — педагогічна та вікова психологія).
Із жовтня 2010 року працює завідувачем кафедри педагогічної та вікової психології Східноєвропейського національного університету імені Лесі Українки.
Одружений. Дружина Дарія — кандидат психологічних наук, доцент кафедри педагогічної та вікової психології. Батько трьох дітей.

## Педагог
Викладає навчальні дисципліни «Вікова психологія та спецпрактикум з вікової психології», «Психологія депривації», «Психологія девіантної поведінки». Коло наукових уподобань складають психологія депривації та девіантної поведінки, крос-культурна емпірична психологія, вікова, субетнічна психологія. Розробив низку фахових університетських курсів «Вікова психологія», «Методологія наукового дослідження», «Експериментальна психологія», «Практикум із загальної психології», «Психологія девіантної поведінки», «Психологія депривації», «Психогенеза особистості в нормі й девіації» та ін.

## Науковець
Член спеціалізованої вченої ради К 26.133.04 у Київському університеті імені Бориса Грінченка, вченої та професорської ради у СНУ імені Лесі Українки.
Автор 130 наукових публікацій, серед яких: 2 монографії «Самосвідомість і образ Я депривованих підлітків», «Ресоціалізація депривованої особистості», розділ у колективній монографії «Вивчення особистості підлітка», 16 навчально-методичних посібників, найвагоміші з яких «Психологія деривації» (гриф МОНмолодьспорту), "Семінарій з курсу «Загальна психологія», «Лонгітюдне вивчення особистості підлітка», «Соціальна педагогічна психологія: збірник завдань і вправ», «Експериментальна психологія», «Психологія спорту», «Психологія девіантної поведінки» та ін.
Засновник і координатор наукової школи «Психогенеза депривованої особистості» (вивчення психологічної специфіки вікового становлення особистості у деприваційній парадигмі «онтогенез-дизонтогенез» (спотворений, сповільнений, затриманий та ін. розвиток), керівник фундаментального дослідження за рахунок видатків державного бюджету за темою «Психогенеза ревіталізації депривованої особистості». Керує науковими роботами 5 аспірантів та 4 здобувачів наукового ступеню. Досліджує психолого-педагогічні проблеми ресоціалізації (психореабілітації, реадаптації, ревіталізації, соціорекреації, інкультурації) депривованої особистості з різними видами обмежень (депривація — психічна, соціальна, сенсорна, материнська, сімейна, сексуальна, комунікативна, інформаційна, перцептивна, когнітивна, афективна (емоційна), екстремальна, економічна (матеріальна), професійна, закладова, духовно-соматична, організмічна, субетнічна, депривація сну та ін.) у різнотипних освітніх системах.

## Громадський діяч
Член Всеукраїнської громадської організації «Товариство психологів України», Ради науково-культурологічного товариства «Бойківщина», редактор відділу «Етнопсихологія» часопису «Бойки», член редколегії наукових часописів «Психологічні перспективи», «Психологія: реальність і перспективи».